# До тебе чи до мене
«До тебе чи до мене» (англ. Your Place or Mine) — американська романтична комедія 2023 року, сценаристом і режисером якої стала Алін Брош Маккенна, дебютувавши режисером фільму. У головних ролях у фільмі знялися Різ Візерспун (яка також була продюсером) та Ештон Кутчер — найкращі друзі, які вирішили помінятися будинками на тиждень. Ролі також зіграли Джессі Вільямс, Зої Чао, Веслі Кіммел, Тіг Нотаро та Стів Зан. Прем'єра фільм відбулася на Netflix 10 лютого 2023 року.

## Сюжет
Деббі та Пітер зустрічаються та проводять ніч разом у молодості. Через 20 років з'ясовується, що вони не тільки досі спілкуються, але і є найкращими друзями. Деббі — мати-одиначка Джека, а її колишній — альпініст, який майже весь рік не повертається додому. Пітер — успішний консультант, який живе в Нью-Йорку. Пітер не заспокоївся і не заводить нових стосунків надовго. Деббі, яка мала поїхати до Нью-Йорка, щоб закінчити курси бухгалтерів, для отримання підвищення зарплати, була змушена скасувати реєстрацію на навчання, оскільки Скарлет, яка мала доглядати за Джеком, звільнилася знайшовши роботу після успішного прослуховування. Пітер пропонує побути цей час з Джеком, щоб Деббі змогла здійснити мрію всього життя, і вони обмінялися будинками на один тиждень, який змінить все подальше їх життя.

## У ролях
- Різ Візерспун у ролі Деббі Данн
- Ештон Катчер у ролі Пітера Коулмана
- Веслі Кіммел у ролі Джека
- Зої Чао в ролі Мінки
- Джессі Вільямс — Тео Мартін
- Тіг Нотаро в ролі Аліші
- Стів Зан у ролі Дзена
- Рейчел Блум у ролі Скарлет
- Гріффін Метьюз — професор Голден
- Велла Ловелл у ролі Бекки
- Ширі Епплбі в ролі Ванесси

## Український дубляж
- Юлія Перенчук — Деббі
- Іван Розін — Пітер
- Алекс Степаненко — Джек
- Катерина Брайковська — Мінка
- Роман Чорний — Teo
- Олена Узлюк — Аліша
- Павло Скороходько — Дзен
- Оксана Гринько — Скарлет

- А також: Ренат Аблякімов, Катерина Буцька, Єлисей Матюнін, Павло Голов, Анна Павленко, Максим Кондратюк, Вікторія Бакун, Кирило Сузанський, Володимир Гурін, Марія Єременко

Фільм дубльовано студією «Le Doyen» на замовлення компанії «Netflix» у 2023 році.
- Режисер дубляжу — Оксана Гринько
- Перекладач — Анна Пащенко
- Музичний редактор — Тетяна Піроженко
- Звукооператор — Богдан Клименко
- Спеціаліст зі зведення звуку — Олег Кульчицький
- Менеджер проекту — Людмила Король

## Виробництво
Про фільм вперше було оголошено в травні 2020 року, а в Netflix анонсували фільм, у якому зіграє Різ Візерспун, а сценаристом і режисером стане Алін Брош МакКенна для якої це стане режисерським дебютом.
У серпні 2021 року до акторського складу приєднався Ештон Кутчер. У жовтні 2021 року було оголошено, що до акторського складу приєдналися Джессі Вільямс, Тіг Нотаро, Зої Чао, Стів Зан та Веслі Кіммел.

### Зйомки
Основні зйомки розпочалися в жовтні 2021 року. Серед місць зйомок — вулиця Монтегю в Брукліні.

## Прем'єра
«До тебе чи до мене» було випущено Netflix 10 лютого 2023 року.